# Matt Pond PA
Matt Pond PA är ett indierockband, bildat i Philadelphia 1998 av singer/songwritern Matt Pond, tillsammans med gitarristen och basisten Josh Kramer, violinisten Rosie McNamara-Jones, cellisten Jim Hostetter och trummisen Sean Byrne (tidigare medlem i Lenola och The Twin Atlas).
Matt Pond är den enda kvarvarande medlemmen som har varit med ändra från början, eftersom bandet bröt upp när Pond flyttade till New York. Deras debut Deer Apartments gav dem erkännande i CDNows Unheard?-tävling för artister utan skivkontrakt samma år.
Matt Pond PA har uppträtt med Ted Leo and the Pharmacists, Nickel Creek, Youth Group, Mae, Keane, Guster, Dios Malos, och Liz Phair. Bandets musik har inkluderats i soundtracket till tv-serien OC, specifikt cover-versionen på Oasis "Champagne Supernova" och Neutral Milk Hotel's "In the Aeroplane Over the Sea."

## Medlemmar
Nuvarande medlemmar
- Matt Pond - sång gitarr (1998-idag)
- Brian Pearl - gitarr, piano (2003-idag)
- Dan Crowell - trummor (2003-idag)
- Dana Feder - cello (2004-idag)
- Steve Jewett - bas (2005-idag)
- Chris Hansen - keyboard, gitarr, sång, ljudtekniker (2007-idag)

Tidigare medlemmar
- Josh Kramer - gitarr, bas (1998-2002)
- Jim Hostetter - cello (1998-2003)
- Rosie McNamara-Jones - violin - (1998-2002)
- Sean Byrne - trummor (1998-2002)
- Mike Kennedy - trummor (2002-2003)
- Matt Raisch - bas (2002-2003)
- Jim Kehoe - gitarr (2002-2003)
- Eve Miller - cello (2002-2003)
- Daniel Mitha - bas (2003-2005)

## Diskografi
Studioalbum
- 1998 – Deer Apartments
- 2000 – Measure
- 2002 – The Green Fury
- 2002 – The Nature of Maps
- 2004 – Emblems
- 2005 – Several Arrows Later
- 2007 – Last Light
- 2010 – The Dark Leaves
- 2013 – The Lives Inside the Lines in Your Hand
- 2014 – Friends and Skeletons

EP
- 2001 - I Thought You Were Sleeping
- 2001 - This Is Not the Green Fury
- 2004 - Four Songs
- 2005 - Winter Songs
- 2007 - If You Want Blood
- 2008 - The Freeep
- 2009 - Starting
- 2011 - Spring Fools
- 2011 - Daytrotter Session